# (191) Kolga
(191) Kolga – planetoida z pasa głównego asteroid okrążająca Słońce w ciągu 4 lat i 339 dni w średniej odległości 2,9 j.a. Została odkryta 30 września 1878 roku w Clinton w stanie Nowy Jork przez Christiana Petersa. Nazwa planetoidy pochodzi od Kolgi, córki olbrzyma Ägira w mitologii nordyckiej.